# Privileg von Czerwińsk
Im Privileg von Czerwińsk wurden dem polnischen Adel politische Vorrechte eingeräumt. Es wurde am 23. Juli 1422 vom polnischen König Władysław II. Jagiełło im masowischen Czerwińsk an der Weichsel erlassen.

## Inhalt
Władysław wurde 1385 durch Heirat zum polnischen König. Die Akzeptanz des polnischen Adels musste er sich bereits kurz nach seiner Wahl durch eine Reihe von Privilegien sichern. 1422 plante er einen neuen Krieg gegen den Deutschen Orden, den Goluber Krieg. Um sich die Unterstützung des Rittertums zu sichern, gewährte der König dem Adel auf dem Sejm in Czerwińsk umfangreiche Rechte als Gegenleistung. Der König verpflichtete sich, das Eigentumsrecht des Adels zu achten. Eine Enteignung eines Adeligen konnte nur aufgrund eines Gerichtsurteils erfolgen. Der König verpflichtete sich, die Einwilligung des Königsrats einzuholen, bevor er Münzen schlagen ließ. Die Gerichte sollten nur aufgrund verschriftlichen Rechts urteilen, Gewohnheitsrecht durfte nicht mehr zulasten des Adels angewendet werden. Niemand sollte das Amt eines Starosten und eines Landrichters gleichzeitig ausüben.
Nach der Gewährung der Rechte nahm das polnische Rittertum an dem Krieg gegen den Deutschen Orden teil, der für Władysław erfolgreich verlief.